# Alianza Verde (Kolumbien)
Alianza Verde ist eine politische Partei in Kolumbien, deren Themenschwerpunkt auf grüner Politik liegt. Die Partei tritt für ein ökologisches Gewissen, soziale Gerechtigkeit, mehr demokratische Mitbestimmung, Gewaltfreiheit, Nachhaltigkeit und Pluralität ein, um die politischen und wirtschaftlichen Probleme und insbesondere den bewaffneten Konflikt in Kolumbien zu lösen. Die Alianza Verde ist vor allem von den französischen Grünen und der globalen grünen Bewegung geprägt worden.

## Geschichte
Die Partei wurde am 25. November 2005 in Bogotá als Partido Verde Opción Centro von einer Gruppe um Carlos Ramón González und Elías Pineda gegründet. Zuvor hatte es von 1998 bis 2005 mit der Partido Verde Oxígeno der kolumbianischen Politikerin Íngrid Betancourt bereits eine grüne Partei in Kolumbien gegeben.
Bei den kolumbianischen Regionalwahlen am 28. Oktober 2007 gewann die Partei überraschend den Gouverneurssitz des Departamento Cesar mit dem Kandidaten Cristian Moreno Panezo und im Departamento Boyacá mit José Roso Millán. Daneben stellten sie nach derselben Wahl 23 Bürgermeister.
Vor den kolumbianischen Kongresswahlen am 14. März 2010 bildeten die früheren Bürgermeister Bogotás Luis Eduardo Garzón, Antanas Mockus und Enrique Peñalosa ein Bündnis, um einen unabhängigen Kandidaten für die Präsidentschaftswahlen 2010 aufzustellen und fusionierten mit der bestehenden Partei und weiteren lokalen Politikern zu einer gemeinsamen Partei, welche sich daraufhin am 2. Oktober 2009 als Partido Verde neu konstituierte. Antanas Mockus wurde als Präsidentschaftskandidat nominiert. Am selben Tag gewann die Partei bei den Parlamentswahlen im Senat des kolumbianischen Kongress fünf Sitze. Daraufhin schloss sich der vorherige unabhängige Kandidat für die Präsidentschaftswahlen Sergio Fajardo der Partido Verde an und wurde von ihr als Mockus' Vizepräsidentschaftskandidat aufgestellt.
Bei der Wahl im Mai 2010 erreichte Mockus 21,5 Prozent der Stimmen und gelangte damit als Zweitplatzierter in die Stichwahl im Juni. Bei dieser unterlag er mit 27,5 Prozent der Stimmen Juan Manuel Santos.
Nachdem Mockus 2011 die Partei verlassen hatte, kehrte er im Jahr 2018 wieder als Nr. 1 auf der Liste der Allianza Verde bei der Parlamentswahl in Kolumbien 2018 in den Senat zurück und erreichte mit 536.252 Stimmen die höchste Stimmenzahl in der Hauptstadt Bogotá.
Bei der Parlamentswahl in Kolumbien 2014 erreichte die Partei fünf Senatorensitze im Senat von Kolumbien und sechs Abgeordnetensitze im Repräsentantenhaus von Kolumbien.
Bei der Parlamentswahl in Kolumbien 2018 am 11. März 2018 erreichte die Partei neun Senatorensitze im Senat von Kolumbien und zehn Abgeordnetensitze im Repräsentantenhaus von Kolumbien.